# Speedcar Series
Speedcar Series var en stockcarserie med bilar som påminde mycket om NASCAR i sin aerodynamiska form. Serien hade premiär den 17 februari 2008 på Sentul International Circuit i Indonesien. Många tidigare kända Formel 1-förare tävlade i den. Bland annat Johnny Herbert som vann totalt 2008. Mästerskapet varade bara över två säsonger, då den lades ned.

## Säsonger
| Säsong    | Förarmästare      | Teammästare   |
| --------- | ----------------- | ------------- |
| 2008      | Johnny Herbert    | Speedcar Team |
| 2008/2009 | Gianni Morbidelli | Palm Beach    |